# Blood Omen: Legacy of Kain
Blood Omen: Legacy of Kain je pustolovska igra igranja vlog razvijalca Silicon Knights, izdana v založbi Crystal Dynamics v sodelovanju z ostalimi založbami, kot je Activision. Za PlayStation je bila izdana leta 1996, leto pozneje pa je razvijalec Semi Logic Entertainments izdal še različico za Windows pri isti založbi.
Igralec prevzame vlogo Kajna, mladega vampirja, ki se želi maščevati svojim morilcem in najti zdravilo za vampirsko prekletstvo. Za ponovno vzpostavitev reda v izmišljenem svetu Nosgoth mora uničiti t. i. Krog devetih, skorumpirano oligarhijo čarovnikov. Kajn sčasoma odpusti človeštvu za umor in prične slaviti svojo vampirsko obliko. Zgodba se nadaljuje s serijo Legacy of Kain.
Igra je bila dobro sprejeta med igralci in kritiki s povprečno oceno 10 recenzij več kot 80 %. Kritiki so pohvalili predvsem zasnovo igre in zgodbo, kritizirali pa dolgi čas nalaganja igre pri različici za PlayStation.

## Igranje
Igra ima dvodimenzionalen (2D) prikaz, igralec pa prevzame vlogo Kajna, katerega opazuje s ptičje perspektive. Igralec vodi lik skozi pokrajino in zaprte prostore, pri čemer mora pobijati različne stvore in pošasti, reševati uganke in se izogibati različnim nevarnostim, kot so pasti ter lava in voda. Pokrajino Nosgoth naseljuje veliko različnih bitij, od ljudi in vampirjev do fantazijskih pošasti, demonov in zombijev. Najtežje nasprotnike predstavljajo čarovniki Kroga devetih, od katerih mora po uspešnem soočenju prevzeti določen magični predmet in ga prinesti k Stolpom Nosgotha, da jih obnovi. Igro se lahko shranjuje preko dotika posebnih skritih spomenikov.
Kot vampir se mora Kajn hraniti s krvjo živih bitij, da si ohrani zdravje. Zdravje se skozi čas počasi slabša, ko postaja lačen, ali pa hitreje oz. v večjem obsegu v primeru poškodb. Za uporabo magičnih urokov in prehod v druge oblike potrebuje magično energijo, ki se skozi čas sama obnavlja, lahko pa jo pridobi preko hranjenja z modro krvjo duhov ali pa s sproščanjem energije iz magičnih krogel različnih jakosti. Nesmrtna bitja imajo črno kri, ki je škodljiva, prav tako je škodljiva zelena kri demonov in mutantov, ki Kajna zastrupi. Maksimalno mejo zdravja in magične energije se zvišuje z najdbo steklenih epruvet in magičnih run, po vrstnem redu. Pri skritih fontanah, napolnjenih s krvjo, se lahko nahrani, poleg tega pa dobi posebne sposobnosti, kot je neobčutljivost na dež in sneg ter večjo fizično moč. 
Poleg samega poteka zgodbe lahko igralec odkriva mnoge skrite prostore, med ostalim tudi nove uroke, oklepe, orožja in zmožnosti prehoda druga stanja, kar celoten potek igre dodatno razveji. Uroki obsegajo preprostejše energijske sunke in umetno razsvetljavo preko zapletenejših za ohromitev in magično ščitenje do uničevalnih urokov v obliki strele in omračenja umov ostalih bitij. Nekateri uroki, npr. protistrup in kuga, imajo omejeno število uporabe, glede na število zbranih urokov. Standardno orožje je jekleni meč, dodatna pa so buzdovan, bojni sekiri, ognjeni meč in flamberg z magično močjo. Podobno je standarden železni oklep, ostali posebni oklepi pa omogočajo zaščito pred nesmrtnimi bitji, avtomatično hranjenje s krvjo med bojem, dodatno poškodbo nasprotnika in blaženje napadov z magično energijo.
Preobrazba v volka omogoči skakanje in veliko hitrost, v netopirje hitro potovanje na dolge razdalje, v meglo prehod do sicer nedostopnih in nevarnih predelov ter v človeka nemoteno raziskovanje in pogovarjanje z ostalimi ljudmi. Določen pomen ima tudi dnevno-nočni cikel, saj je igralčev lik ponoči močnejši, podnevi pa šibkejši.